# Club Atlético Lugano

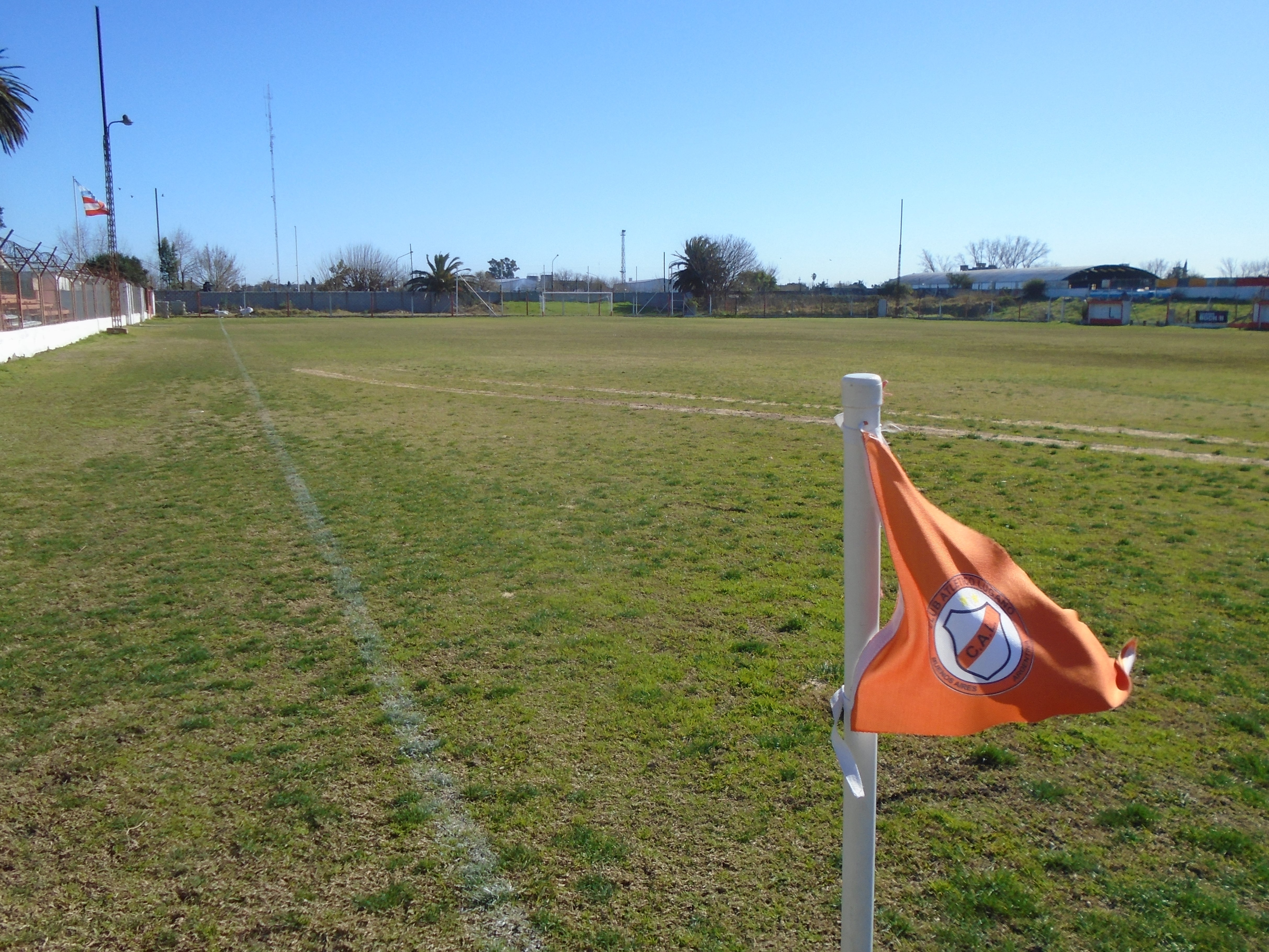
Campo de juego del estadio José María Moraños, del Club Atlético Lugano.

El Club Atlético Lugano es un club de fútbol argentino que fue fundado el 18 de noviembre de 1915. Su sede se encuentra en Villa Lugano, en la ciudad de Buenos Aires, y su estadio, que lleva el nombre de José María Moraños está ubicado en la localidad de Tapiales, dentro del partido de La Matanza, en la provincia de Buenos Aires, y tiene una capacidad de 2.000 espectadores. Actualmente, participa en la Primera C, cuarta división de Argentina para los equipos directamente afiliados a la AFA.
Su primer título oficial fue en carácter de copa nacional al ganar la Copa de Competencia de División Intermedia en 1926 (segundo nivel). Su segundo y último título fue conseguido en la temporada 1987/88, cuando se consagró campeón de Primera D, llegando así a Primera C. La segunda vez que participó en dicha categoría fue en la temporada 1998/99, tras ganar el Torneo Reducido que le permitió ascender, aunque solo permaneció una temporada.
En cuanto a otros deportes, el club fue campeón en 1997 de la liga argentina de fútbol de salón.

## Historia
Fue fundado el 18 de noviembre de 1915 por trabajadores de la Compañía General de Ferrocarriles en la Provincia de Buenos Aires con el nombre Club Compañía General de Buenos Aires. Se construyó la primera cancha en la localidad de Tapiales y se afilió a la Asociación Argentina de Football, participando en la categoría Intermedia. En 1926 logró el primer campeonato oficial, en carácter de Copa Nacional de Ascenso. En 1936 la sede social se mudó a un terreno ubicado en Delfín Gallo 5822, Villa Lugano.
En 1953 cambió el nombre a Club Atlético General Belgrano de Lugano, porque una disposición municipal de Buenos Aires negaba tener la denominación Compañía en los clubes.
En 1972 se afilió a la Asociación del Fútbol Argentino y comenzó a participar en la Primera D. En 1985 comenzaron las obras para refaccionar estadio y la sede. En 1986, después de una asamblea, se renombró al club con el nombre actual, para identificarlo con el barrio porteño donde se encuentra la sede social.

### Club Compañía General de Buenos Aires
El 18 de noviembre de 1915 el personal de la Compañía General de Ferrocarriles en la Provincia de Buenos Aires, decide fundar un club que lleve su nombre. Construyen entonces un campo de deportes ubicado en Tapiales, Provincia de Buenos Aires, en el cual se practicaba fútbol oficial tras afiliarse a la Asociación Argentina de Football. En 1917 compitió en Segunda División (tercer nivel jerárquico) compartiendo divisional junto a equipos como Almagro y Nueva Chicago, entre los más encumbrados. En esa temporada el equipo integró la Zona Oeste "B" con un destacado cuarto puesto. El ganador del grupo fue General Mitre, equipo de Mataderos con cancha 
ubicada en Villa Madero que en 1921 fue expulsado del Fútbol Argentino por irregularidades cuando disputaba la Primera División.
En 1919 el club consiguió su primer ascenso de la historia, pasando de Segunda División a División Intermedia. En la temporada siguiente, 1920, el equipo ganó la Zona Oeste integrada por All Boys entre los equipos de renombre y este primer puesto le otorgó el derecho de disputar la definición del campeonato para ascender a Primera División junto con Argentinos Juniors y El Porvenir. Argentinos esperó directamente en la final mientras que El Porvenir y CBGA disputaron la semifinal. El primer partido terminó 0-0 en cancha de Boca Juniors el 28 de noviembre, esto obligó a reperir el duelo que finalmente se llevó el conjunto de Gerli el 5 de diciembre tras ganar por 2-0 en cancha de Sportivo Barracas. El campeón fue El Porvenir venciendo en la final a Argentinos Juniors.
En 1921 finaliza anteúltimo en la Zona Extra de la División Intermedia y se aleja de la Asociación para 1922. En 1924 se produce una escisión en el club y el equipo oficial se afilia a la Asociación Amateurs de Football, compitiendo en División Intermedia desde 1925; mientras el equipo disidente se reincorpora a la División Intermedia de la AAF, compartiendo categoría con Chacarita Juniors, quien finalmente se consagró campeón de la categoría y ascendió por primera vez a Primera División.
En 1926 se clasificó campeón de la Copa Competencia de Intermedia y recibió como reconocimiento una plaqueta de plata con una medalla de oro. En ese año el club contaba con 263 socios, superando a clubes como Los Andes y San Telmo, entre los más destacados. Ese año culmina la escisión.
En 1927, pese a seguir compitiendo en División Intermedia descendió de categoría porque esa divisional se configuró como tercer nivel producto de la fusión de asociaciones. Un año más tarde, el club permaneció afiliado a la AFA pero sin disputar torneos oficiales. Esto con el tiempo dio inicio a largos años de inactividad en el fútbol oficial.
La Comisión Directiva del año 1936, con la presidencia de don Enrique Parodi y vicepresidencia de Víctor Carlucci, adoptan como primera medida el traslado del local social a una finca ubicada en Delfín Gallo 5822, Villa Lugano, propiedad de la señora de Flores, antigua vecina de la zona. Trasladan allí la secretaría, las oficinas, el salón de reuniones socios y construyen una cancha de bochas. Estos, mientras se terminan los trabajos de edificación del local definitivo, en terrenos de su propiedad, ubicado en Cafayate 4155, Villa Lugano, lindero a la estación Lugano del Ferrocarril.

### Club Atlético General Belgrano de Lugano
Pasan los años y el club deja de estar integrado netamente por personal del ferrocarril; es decir aceptan la incorporación de todo aquel que quisiera asociarse, sin requisito alguno, simplemente abonando una cuota social. Pero una disposición Municipal les obliga en el año 1953, a cambiar su denominación, debido a que ningún club de Capital Federal podía llevar el nombre de "Compañía". Luego de varias propuestas y deliberaciones entre sus integrantes, el 3 de noviembre de 1953 y pese a no ser más un club de ferroviarios, la Comisión Directiva de la época, junto al resto de los asociados, aprueba el nombre de "Club Atlético General Belgrano de Lugano", en carácter tradicional. 
(Cabe acotar que el Ferrocarril Belgrano se creó por la fusión de los distintos ramales de trocha métrica existentes en el país -Central Córdoba, Compañía, Provincial, Santa Fe, Central Norte, Midland, etc.- y adopta dicho nombre recién en 1949).

### Club Atlético Lugano
En el año 1985, el club tenía una infraestructura muy importante. Pero restaban aún muchas cosas por hacer; una de ellas era la refacción del estadio, que era de extrema urgencia, pues no contaba con ningún tipo de comodidades. El presidente de esa época Manuel Varela, propone entonces una serie de construcciones, paralelas a las obras en la sede social. El club progresa en forma notoria. En pocos meses levantan las paredes en todo el perímetro - antes lo limitaba un alambrado, edifican un bufet y construyen una platea para 300 personas, colocando en la parte superior un palco de prensa. Todo esto en el estadio, ubicado en Tapiales. El 23 de marzo de 1986, la Comisión Directiva en asamblea general ordinaria se aprueba darle al club el nombre actual y acorde con el barrio: Club Atlético Lugano. Este nombre le impone otra personalidad a la institución. Mediante el mismo se consiguen muchos beneficios, como una gran cantidad de nuevos asociados y el apoyo recibido por los comerciantes de la zona, mediante carteles publicitarios, tanto en el estadio como en la sede social.

## Estadio

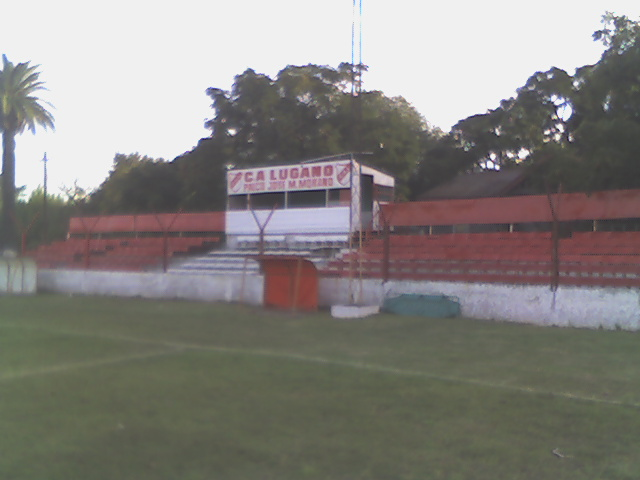
Platea del Club Atlético Lugano

Al retomar su participación en los torneos de AFA en el año 1973, comenzó haciendo de local en el estadio de Temperley.Luego de 10 años donde hizo de local tanto en ese como en otros estadios, así como en canchas auxiliares de otros equipos, en el año 1983 el club inaugura su estadio en la localidad de Tapiales, donde aún disputa sus partidos como local en la actualidad. 
El mismo se encuentra detrás de la estación de trenes del Ferrocarril Belgrano Sur. El campo de juego principal tiene una dimensión de 100 x 68. En tanto el campo de juego auxiliar ubicado detrás arco que da al Mercado Central mide 90 x 62. 
Las ubicaciones para el público están divididos en 3 sectores:
- Sector popular local: Por el momento no posee tribuna popular local de material, lo que si posee son taludes de tierras detrás del arco que da a Av. Crovara con capacidad para 600 personas.

- Sector popular visitante: Actualmente al no haber público visitante este sector es designado para la delegación visitante. Posee una pequeña tribuna de cemento en el sector visitante con capacidad para 300 personas además tiene alrededor de esta taludes de tierras que son usadas como tribuna y completando este sector tiene habilitada una capacidad para 1000 personas.

- Sector platea: Posee una platea que alberga 300 personas. Al costado derecho de la misma hay capacidad para unas 100 personas más, detrás del alambrado.

Hasta el momento la cancha tiene habilitada una capacidad para 2000 personas, aproximadamente. En un plazo medio se realizarían una tribuna de cemento que estará ubicada arriba de los futuros nuevos vestuarios de la cancha auxiliar ubicada detrás del arco que da a la Au. Ricchieri con capacidad de 600 personas aproximadamente.

## Uniforme
- Uniforme titular: Camiseta naranja con vivos blanco, pantalón blanco con vivos naranja y medias naranja con vivos blanco.
- Uniforme alternativo: Camiseta blanca con vivos naranja, pantalón naranja con vivos blanco y medias blanco con vivos naranja.
- Uniforme alternativo 2: Camiseta negra con vivos naranja, pantalón y medias negras con vivos naranja.

### Indumentaria y patrocinador
| Período       | Patrocinador                                              |
| ------------- | --------------------------------------------------------- |
| 1980-1987     | Ninguno                                                   |
| 1987-1992     | Conteman                                                  |
| 1992-1994     | Credial                                                   |
| 1994-1996     | Granja Adonai                                             |
| 1996-1999     | Ninguno                                                   |
| 1999-2000     | Aberturas La Greca                                        |
| 2000-2001     | Entex                                                     |
| 2001-2002     | Ninguno                                                   |
| 2002-2004     | Dana                                                      |
| 2004          | ACES                                                      |
| 2004-2013     | Lo Primo Departamento Fiscal                              |
| 2013-2015     | Ninguno                                                   |
| 2015-2016     | Confitería Riviera                                        |
| 2016-2017     | LBB                                                       |
| 2017-2021     | Ninguno                                                   |
| 2022-Presente | Ensalud Plus, Distribuidora Larrea, UTICRA, Barrio 15 Net |

| Período       | Proveedor         |
| ------------- | ----------------- |
| 1980-1991     | Uribarri          |
| 1991-1996     | D-Tap             |
| 1996-1998     | Penalty           |
| 1998-1999     | Dana              |
| 1999-2001     | D-Tap             |
| 2001-2005     | Dana              |
| 2005-2007     | Axel Sport        |
| 2007-2008     | Fivra             |
| 2008-2012     | For Export        |
| 2012-2013     | Sounio            |
| 2013-2014     | Diproal           |
| 2014-2015     | Paso a Paso Sport |
| 2015-2016     | Gianni Sports     |
| 2016          | Sport Lyon        |
| 2016-2017     | LBB               |
| 2017          | Nápoles           |
| 2017-2018     | Diproal           |
| 2018          | Cozy Sport        |
| 2019-2020     | Il Ossso Sports   |
| 2021          | Gianni Sports     |
| 2022-Presente | Choque Sportswear |

## Jugadores

### Plantel 2024
- Actualizado el 19 de agosto de 2024

## Cronología de entrenadores
- Fernando Scavelli (2002)
- Sergio Micieli (2009)
- Diego Saucedo (2016)
- Ariel Melián (2017)[12]
- Matías De Cicco (2018)
- Juan Zuccala (2018)
- Pablo Vielma (2018-19)
- Gabriel "Coco" Rodríguez

(2020-21)
- Juan Aquino (2021)[13]
- Mariano Ferrero (2025)

## Clásico y rivalidades

### Clásico Lugano-Yupanqui
Su clásico rival es el Club Social y Deportivo Yupanqui debido a la cercanía de ambas sedes sociales y al compartir históricamente la última división de clubes directamente afiliados a la AFA.

#### Historial
Para confeccionar la siguiente tabla se toman en cuenta todos los partidos oficiales reconocidos por AFA.
- Último partido: 29 de octubre de 2021.[18]

| Competición     | Partidos | Victorias | Victorias | Empates | Goles | Goles |
| --------------- | -------- | --------- | --------- | ------- | ----- | ----- |
| Cuarta División | 20       | 9         | 9         | 2       | 27    | 33    |
| Quinta División | 57       | 19        | 16        | 22      | 73    | 69    |
| Total           | 77       | 29        | 25        | 24      | 100   | 102   |

### Rivalidades
- Liniers: También sostiene una rivalidad con Liniers. Estos clubes disputan un duelo que enfrenta a los barrios de Tapiales y Villegas, ambos del Partido de La Matanza.[19][20]

## Datos del club

### Trayectoria
Actualizado hasta la temporada 2024 inclusive.
Total de temporadas en AFA: 64.
 Aclaración: Las temporadas no siempre son equivalentes a los años. Se registran cuatro temporadas cortas: 1986, 2014, 2016 y 2020.

- Temporadas en Primera División: 0
- Temporadas en Segunda División: 5
  - en Intermedia: 5 (1920-1921, 1924-1926).
- Temporadas en Tercera División: 6
  - en Segunda División: 6 (1917-1919, 1922-1923, 1927).
  - en Primera B: 0
  - en Primera C: 0
- Temporadas en Cuarta División: 21
  - en Primera C: 7 (1988/89-1992/93 y 1998/99, 2024-)
  - en Primera D: 14 (1973-1986)
- Temporadas en Quinta División: 32
  - en Primera D: 30 (1986/87-1987/88, 1993/94, 1995/96-1997/98 y 1999/00-2023)
- Temporadas desafiliado: 1 (1994/95)

- Temporadas inactivo: 41 (1928-1972)

#### Total
- Temporadas en Primera División: 0

- Temporadas en Segunda División: 5

- Temporadas en Tercera División: 6

- Temporadas en Cuarta División: 21

- Temporadas en Quinta División: 32

## Palmarés
| Torneos nacionales                                   | Títulos |
| ---------------------------------------------------- | ------- |
| Copa de Competencia de División Intermedia (AAF) (1) | 1926.   |
| Primera D (1)                                        | 1988.   |

### Otros logros
- Ganador del Torneo Reducido de Primera D (1): 1998.[21]

### Sección "Futsal"
| Torneos nacionales    | Títulos        |
| --------------------- | -------------- |
| Liga Argentina (1)    | Apertura 1997. |
| Copa Benito Pujol (1) | 1997.          |